# Sottogruppo degli anfiboli di calcio
Il sottogruppo degli anfiboli di calcio è un sottogruppo di minerali appartenente al gruppo degli idrossi-fluoro-cloro-anfiboli definito dall'IMA nel 2012.
I minerali che fanno parte del sottogruppo sono i seguenti:
- tremolite
- magnesio-hornblende
- tschermakite
- edenite
- pargasite
- sadanagaite
- cannilloite
- joesmithite
- actinolite
- ferro-actinolite
- ferro-hornblende
- ferro-tschermakite
- ferro-edenite
- ferro-pargasite
- ferro-chloro-pargasite
- ferro-sadanagaite
- ferro-cannilloite
- magnesio-ferri-hornblende
- ferri-tschermakite
- magnesio-hastingsite
- ferri-sadanagaite
- ferri-cannilloite
- ferro-ferri-hornblende
- ferro-ferri-tschermakite
- hastingsite
- ferro-ferri-sadanagaite
- ferro-ferri-cannilloite
- fluoro-edenite
- chromio-pargasite
- fluoro-pargasite
- potassic-chloro-pargasite
- potassic-ferro-pargasite
- potassic-pargasite
- potassic-ferro-ferri-sadanagaite
- potassic-ferro-sadanagaite
- potassic-sadanagaite
- fluoro-cannilloite